# Austrazija
Austrazija bilo je ime sjeveroistočnog dijela Franačke države u razdoblju merovinških kraljeva, za razliku od Neustrije, koja se nalazila na sjeverozapadu. Obuhvaćala je teritorije današnje istočne Francuske, zapadne Njemačke, Belgije, Luksemburga i Nizozemske. Metz je bio glavna prijestolnica Austrazije iako su neki austraski kraljevi vladali također i iz Reimsa.

## Povijest
Nakon smrti franačkog kralja Klodviga I. a 511. godine, njegovo kraljevstvo je bilo podijeljeno između njegova četiri sina. Teuderik I. je dobio zemlje koje su kasnije postale Austrazija. Teuderikovi potomci su vladali Austrazijom sve do 555. godine, kada je ovo kraljevstvo bilo ujedinjeno s drugim franačkim kraljevstvima Klotara I. koji je do 588. godine naslijedio sve franačke posjede. Hlotar je međutim, opet podijelio svoju kraljevinu svojim četirima sinovima. Međutim smrću Hariberta I. 567. godine od četiriju su nastala tri kraljevstva: Austrazija pod Zigibertom I, Neustrija pod  Hilperikom I., i Burgundija pod Guntramom. Ta tri kraljevstva su definirala političku podjelu Franačke sve do uspona Karolinga.
Pod Karolinzi ma i kasnije, Austrazijom se često nazivao istočni dio franačkog karolinškog kraljevstva.